# Жигорени (Јаши)
Жигорени (рум. Jigoreni) насеље је у Румунији у округу Јаши у општини Цибанешти. Oпштина се налази на надморској висини од 201 m.

## Становништво
Према подацима из 2002. године у насељу је живело 709 становника, од којих су сви румунске националности.